# Felix Weingartner
Paul Felix (von) Weingartner, Edler von Münzberg (Zadar, 2 juni 1863 - Winterthur, 7 mei 1942) was een Oostenrijkse dirigent, componist, pianist en muziekscribent. 

## Levensloop
Weingartner werd geboren in het tegenwoordige Kroatië uit Oostenrijkse ouders. Het gezin verhuisde in 1868 naar Graz, waar hij zijn muziekstudie begon. Vervolgens was hij student van Carl Reinecke en Salomon Jadassohn aan het Königliches Konservatorium der Musik zu Leipzig en ten slotte van Franz Liszt, als een van diens laatste leerlingen, aan de Orchester-, Musik- und Opernschule in Weimar.
Weingartner begon zijn dirigentencarrière in Mannheim en Berlijn en was in de jaren 1898-1905 chef-dirigent van het Kaim Orchester in München. Van 1908 tot 1911 leidde hij als opvolger van Gustav Mahler de Wiener Hofoper. In de periode 1908-1927 dirigeerde hij de Wiener Philharmonische Konzerte, van 1919 tot 1924 gecombineerd met de Wiener Volksoper. Daarnaast was hij docent aan de Wiener Musikakademie.
Weingartners volgende benoeming was in Bazel, waar hij van 1927 tot 1934 chef-dirigent was van het Sinfonieorchester Basel en docent aan de Musik-Akademie der Stadt Basel. In het seizoen 1935-36 keerde hij terug naar de Wiener Staatsoper. Hij vervulde ook vele gastdirigentschappen in onder meer Hamburg, Boston en München.
Weingartner had interesse voor esoterie en astrologie en werd in zijn denken beïnvloed door Joseph Anton Schneiderfranken, zich noemende Bô Yin Râ, die zelf het boek illustreerde dat Weingartner in 1923 over hem publiceerde.

## Persoonlijk
Felix Weingartner is vijf maal getrouwd:
1. in 1891 met Marie Juillerat
2. in 1902 met barones Feodora von Dreifus
3. in 1912 met de mezzosopraan Lucille Marcel
4. in 1922 met de actrice Roxo Betty Kalisch
5. in 1931 met de dirigente Carmen Studer.

## Werk
Weingartner componeerde elf opera's, zeven symfonieën, vier symfonische gedichten, liederen en kamermuziek in een laatromantische stijl die verwantschap vertoont met die van Max Reger, Richard Strauss, Alexander Zemlinsky en Franz Schreker. Zijn composities worden nauwelijks meer uitgevoerd (al bestaan er enkele cd-opnamen op het label CPO), maar hij wordt gerekend tot de grote dirigenten van de eerste helft van de twintigste eeuw. Hij heeft school gemaakt door zijn duidelijke dirigeerslag en zijn moderne interpretaties, die afstand namen van de hyperromantische dirigeerstijl van sommige van zijn tijdgenoten. Tot zijn leerlingen behoorden Paul Sacher, Georg Tintner en Josef Krips.

## Composities

### Orkestmuziek

#### Symfonieën
- Nr. 1 in G-majeur, op. 23
- Nr. 2 in Es-majeur, op. 29
- Nr. 3 in E-majeur, op. 49 (met orgel)
- Nr. 4 in F-majeur, op. 61
- Nr. 5 in c-mineur, op. 71
- Nr. 6 in b-mineur, op. 74 (La Tragica)
- Nr. 7 Koorsymfonie, op. 87 (1935–7) (onuitgegeven)

#### Symfonische gedichten
- König Lear, op. 20
- Das Gefilde der Seligen, op. 21
- La Burla, op. 78
- Frühling, op. 80

#### Concerten
- Vioolconcert in G-majeur, op. 52
- Celloconcert in a-mineur, Op. 60

#### Overig
- Serenade in F-Majeur voor strijkorkest, Op. 6
- Lustige Ouvertüre, op. 53
- Aus ernster Zeit, ouverture, op. 56
- An die Schweiz, variaties, op. 79
- Sinfonietta, op. 83
- Bilder aus Japan, op. 91
- Der Sturm, ouverture en suite

### Kamermuziek
- Strijkkwartet nr. 1 in d-mineur, op. 24
- Strijkkwartet nr. 2 in f-mineur, op. 26
- Pianosextet in e-mineur, Op. 33 (piano, strijkkwartet en contrabas)
- Strijkkwartet nr. 3 in F-majeur, op. 34
- Strijkkwintet, op. 40
- Vioolsonate nr. l, op. 42/1
- Vioolsonate nr. 2, op. 42/2
- Kwintet in g-mineur voor klarinet, viool, altviool, cello en piano, op. 50
- Strijkkwartet nr. 4 in D-majeur, op. 62
- Octet in G-majeur voor klarinet, hoorn, fagot, strijkkwartet en piano, Op. 73
- Strijkkwartet nr. 5 in D-majeur, op. 81
- Strijktrio in A-majeur, op. 93/2

### Pianomuziek
- Skizzen, op. 1
- Tonbilder zu Adalbert Stifters Studien, op. 2
- Aus vergangener Zeit, op. 3
- Lose Blätter, op. 4
- Phantasiebilder, op. 5
- Herbstblätter, op. 58

### Muziektheater

#### Opera's
- Sakuntala, op. 9
- Malawika und Agnimitra, op. 10
- Genesius, op. 14
- Agamemnon, op. 30/1
- Das Totenopfer, op. 30/2
- Die Erinyen, op. 30/3
- Kain und Abel, op. 54
- Dame Kobold, op. 57
- Die Dorfschule, op. 64
- Meister Andrea, op. 66
- Der Apostat, op. 72
- Sakuntala, op. 94

#### Toneelmuziek
- Musik zu Goethes Faust, op. 43
- Der Sturm, op. 65
- Terra, ein Symbol

### Vocale muziek

#### Koor
- Traumnacht und Sturmhymnus, op. 38
- Freiheitsgesang, op. 67
- Auferstehung, op. 69
- Immer, op. 86/1
- Ave-Maria-Läuten, op. 86/2
- Verheißung, op. 86/3

#### Liederen
- Lieder für Singstimme und Klavier, op. 7, 8, 13, 15, 16, 17, 22, 25, 28, 31, 44, 45, 46, 47, 48, 49, 55, 68, 70, 75, 76
- Die Wallfahrt nach Kevelaer, op. 12
- Severa, op. 18
- Hilaria, op. 19
- 3 Gedichte aus Gottfried Kellers Jugendzeit, op. 27
- 6 Märchenlieder für Sopran / Tenor und Klavier, op. 32
- Unruhe der Nacht, op. 35
- Lieder und Gesänge für Singstimme und Orchester, op. 36
- 2 Balladen von Carl Spitteler, op. 37
- Aus fernen Welten, op. 39
- Abendlieder, op. 51
- Daheim, op. 59
- Blüten aus dem Osten, op. 63
- An den Schmerz, op. 77
- Der Weg, op. 82
- Rom, op. 90

## Publicaties
- Die Lehre von der Wiedergeburt und das musikalische Drama. 1895
- Über das Dirigieren. 1896 / 1905
- „Bayreuth“ 1876–96, ein Bericht
- Die Symphonie nach Beethoven. 1898
- Ratschläge für Aufführungen klassischer Symphonien. 3 dln., 1906–23
- Akkorde (verzamelde opstellen), 1912
- Lebenserinnerungen. 2 dln. 1923 / 1929
- Bô Yin Râ. 1923, Basel, Im Rhein-Verlag